# Myriad Group

Logo der ehemaligen Esmertec AG

Die Myriad Group AG (bis März 2009 Esmertec AG) mit Sitz in Dübendorf ist ein international tätiger Schweizer Softwarehersteller. Das Unternehmen ist auf Softwareplattformen, Anwendungen und Dienstleistungen für Mobilfunkbetreiber und Kommunikationsgerätehersteller spezialisiert und vertreibt eine Java Virtual Machine für Mobiltelefone. 
Das Unternehmen wurde 1999 als Esmertec AG durch einen Spin-off aus Oberon microsystems gegründet. Diese wiederum ist ein Spin-off der ETH Zürich. Das Unternehmen ist seit 2005 an der Schweizer Börse SIX Swiss Exchange kotiert und ist Gründungsmitglied der von Google lancierten Open Handset Alliance.
Im März 2009 übernahm Esmertec mittels Aktientausch den französischen Konkurrenten Purple Labs. Gleichzeitig wurde der Unternehmensname in Myriad Group AG geändert. Esmertec beschäftigte zum Zeitpunkt der Übernahme rund 450 Mitarbeiter und erwirtschaftete 2008 einen Umsatz von 40 Millionen US-Dollar. Mit dem Zusammenschluss entstand laut Unternehmensangaben der grösste europäische Anbieter von Handysoftware mit einem Umsatz von 125,8 Millionen US-Dollar und 800 Software-Ingenieuren.